# 宝山 (东莞)
宝山，又名虑山、芦山、庐山，今属中国广东省东莞市管辖，位于东莞市东南部至中南部，呈南北走向，穿过黄江、樟木头、塘厦三镇，主峰笔架顶海拔458.9米，宝山森林公园地处樟头镇。歷史上此地的「盧山桃李」是清期「新安八景」之一。